# ディミトリス・スタヴロプロス
ディミトリス・スタヴロプロス（Dimitris Stavropoulos , 1997年5月1日 - ）は、ギリシャ・アテネ出身のサッカー選手。エクストラクラサ・ヴァルタ・ポズナン所属。ポジションはDF。

## クラブ経歴
オリンピアコスFCのユースアカデミーを経て、2013年にパニオニオスFCと契約。2016年にトップチームに昇格。12月15日のパンセライコスFC戦でプロデビュー。2017-18シーズン以降出場機会が増え、2019-20シーズンはリーグ戦31試合に出場し、主力選手に成長した。
2020年8月24日、レッジーナ1914と2年契約を締結したことが発表された。
2022年7月5日、ヴァルタ・ポズナンにフリーで加入した。